# Урану (IV) сульфат
Урану (IV) сульфат (U(SO4)2) — водорозчинна сіль урану. Дуже токсична сполука. Сульфатні мінерали урану зазвичай широко поширені навколо ураноносних шахт, де вони зазвичай утворюються під час випаровування багатих кислотою сульфатів шахтних хвостів, які були вимиті кисневими водами. Сульфат урану є перехідною сполукою у виробництві гексафториду урану. Він також використовувався для палива водяних гомогенних реакторів.

## Підготовка
Уранілсульфат у розчині легко фотохімічно відновлюється до сульфату урану (IV). Фотовідновлення здійснюється на сонці та вимагає додавання етанолу як відновника. Уран (IV) кристалізується або випадає в осад надлишком етанолу. Його можна отримати при різному ступені гідратації. U(SO4)2 також можна отримати шляхом електрохімічного відновлення U (VI) і додавання сульфатів. Відновлення U (VI) до U (IV) відбувається природним шляхом за допомогою різноманітних засобів, у тому числі через дії мікроорганізмів. Утворення U(SO4)2 є ентропічно і термодинамічно сприятливою реакцією.

## Видобуток і присутність у навколишньому середовищі
Вилуговування на місці (ISL), широко поширена техніка, що використовується для видобутку урану, бере участь у штучному збільшенні сполук сульфату урану. ISL був найпоширенішим методом видобутку урану в Сполучених Штатах протягом 1990-х років. Метод передбачає закачування екстракційної рідини (або сірчаної кислоти, або розчину лужного карбонату) у родовище руди, де вона комплексується з ураном, видаляючи рідину та очищаючи уран. Це синтетичне додавання сірчаної кислоти неприродно підвищує кількість комплексів сульфату урану на місці. Нижчий pH, викликаний введенням кислоти, збільшує розчинність U(IV), який зазвичай є відносно нерозчинним і випадає в осад із розчину при нейтральному pH. Ступені окислення урану коливаються від U3+ до U6+, U (III) і U (V) зустрічаються рідко, тоді як переважають U (VI) і U (IV). U(VI) утворює стійкі водні комплекси й тому досить рухливий. Запобігання поширенню токсичних сполук урану з місць видобутку часто передбачає відновлення U (VI) до набагато менш розчинного U (IV). Присутність сірчаної кислоти та сульфатів запобігає цьому поглинанню, однак, як через зниження pH, так і через утворення солей урану. U (SO4)2 розчинний у воді й, отже, набагато більш рухливий. Також досить легко утворюються сульфатні комплекси урану.